# Ondrašovce
Ondrašovce és un poble i municipi d'Eslovàquia. Es troba a la regió de Prešov, al nord del país.

## Història
La primera referència escrita de la vila data del 1427.

## Demografia
| Godina             | 1994 | 2004   | 2014   | 2024   |
| ------------------ | ---- | ------ | ------ | ------ |
| Nombre de persones | 60   | 64     | 58     | 59     |
| Diferència         |      | +6,66% | −9,37% | +1,72% |

| Godina             | 2023 | 2024   |
| ------------------ | ---- | ------ |
| Nombre de persones | 62   | 59     |
| Diferència         |      | −4,83% |